# Dichorda obliquata
Dichorda obliquata là một loài bướm đêm trong họ Geometridae.